# Dendrobium elatum
Dendrobium elatum är en orkidéart som beskrevs av Rudolf Schlechter. Dendrobium elatum ingår i släktet Dendrobium, och familjen orkidéer. Inga underarter finns listade i Catalogue of Life.